# Église Saint-Barthélemy de Juif
L'église Saint-Barthélemy de Juif est une église située sur le territoire de la commune de Juif, dans le département français de Saône-et-Loire et la région Bourgogne-Franche-Comté.

## Historique
L’église fut agrandie à partir de 1843, d’un bon tiers de sa nef et du massif-porche.
Cependant, vers 1864, deux chapelles latérales furent construites et, de ce fait, le plan de l'église adopta la forme d'une croix latine.

## Architecture
L’église se compose :
- d’un porche, le clocher étant épaulé par deux petites chapelles ouvertes par des arcades en plein cintre (dans celle de gauche se remarque, derrière une grille, un baptistère en pierre surmonté de saint Jean-Baptiste, des plaques commémoratives des morts du village et saint Antoine le Grand) ;
- d’une nef unique à plafond plat ;
- d’un chœur, plus étroit, de deux travées, voûté d’arêtes en ogives, tourné vers l’est ;
- de deux chapelles carrées, voûtées d’ogives, de part et d'autre du chœur (la chapelle sud est dédiée à saint Barthélemy tandis que la chapelle nord est dédiée à la Vierge Marie).

## Vitraux
Dans la nef, quatre vitraux retiennent l'attention : trois en forme de croix colorée et un représentant le calice et l’hostie. Celui des chapelles latérales représente un voilier. 

## Peinture murale
Le chœur est orné d'un « saint Barthélémy au milieu des Bressans », peinture murale exécutée en 1958 par l'artiste local Michel Bouillot à la demande de l'abbé Michel Bassard (1919-2015), curé desservant du lieu pendant trente ans.

## Mobilier
Dans le chœur est visible un tabernacle doré du XVIe siècle, décoré de l’Agneau.

## Culte
Édifice consacré du diocèse d'Autun relevant de la paroisse Saint-Pierre-en-Louhannais (siège à Louhans) – qui en est affectataire au titre de la loi de 1905 –, l'église de Juif est un lieu de culte catholique.